# Entalophora major
Entalophora major är en mossdjursart som beskrevs av Ferdinand Canu och Ray Smith Bassler 1929. Entalophora major ingår i släktet Entalophora, och familjen Entalophoridae. Inga underarter finns listade.